# وايت (جزيرة)
جزيرة وايت (بالإنجليزية: Isle of Wight)‏ هي جزيرة ومقاطعة أنجليزية تقع في أقصى شمال القناة الإنجليزية بالقريب من ساحل إنجلترا الجنوبي إلى الجنوب من محافظة هامبشاير. وهي جزء من المملكة المتحدة. جزيرة وايت تعتبر من أهم المناطق السياحية في بريطانيا وكانت مزدهرة جداً بالسياحة في العهد الفكتوري.
جزيرة وايت ذات شكل ماسي ومساحتها 380 كلم مربعا أكثر من نصف الجزيرة يتكون من منطقة محمية تحت اسم منطقة جزيرة وايت ذو الطبيعة الخلابة الطبيعية، كما تحوي الجزيرة 100 كم من الساحل.
هي إحدى أكبر الجزر البريطانية والشاهد الحي على عصر الديناصورات التي بقيت عظامها لتروي حكايات تلك العصور الغابرة قبل أن تنفصل جيولوجيا عن الجزيرة الأم. إنها جزيرة وايت Isle of Wight التي ارتبط اسمها باسم الملكة فيكتوريا وعدد من الكتاب والشعراء والعلماء الذين اختاروا المجئ إلى الجزيرة للبحث عن الراحة والوحي. جزيرة صغيرة بشكل ماسة، تبعد من 3 إلى 6 كلم عن شاطئ بريطانيا الجنوبي، جنوب مقاطعة «هامبشير» Hampshire، بعرض 37 كلم وطول 21 كلم، ومساحة 380 كلم مربع. تاريخها يتعدى حجمها، وآثارها تردد أصداء الغزاة الذين جاؤوها من البعيد لينعموا بتربتها الخصبة وبمركزها الاستراتيجي الذي يشكل نقطة تواصل مع بلدان أوروبا المنفتحة على بحر الشمال.
يقطن الجزيرة اليوم حوالي 140 ألف نسمة يتوزعون في أهم مدنها: نيوبورت، رايد، كاوز، شرق كاوز، ساندون، شانكلين وفنتنور. في الجزيرة ثلاثة أنهار أهمها يدعى «مدينة» وهو قريب من مدينة نيوبورت المركز الإداري للجزيرة ويتجه شمالا. طقس الجزيرة معتدل صيفا إذ يبلغ معدل أعلى درجة 21 مئوية، أما في الشتاء فمعدل أدنى درجة 3 مئوية. وقد عرف عن الجزيرة خلال القرن الماضي نشاطها في تصميم الصواريخ والقوارب الطائرة والهوفركرافت لكن هذا النشاط تضائل تدريجيا. في الوقت الحاضر يعتبر قطاع الخدمات بما فيه السياحة ومبيعات التجزئة بالإضافة إلى قطاع البناء والهندسة والزراعة من القطاعات المهمة التي تحرك عجلة الاقتصاد في الجزيرة. وقد أتى على ذكر الجزيرة جغرافياً العالم الروماني كلاوديوس بتولومايوس الذي عاش في مصر خلال القرن الثاني للميلاد. كما كتب عنها المؤرخ الروماني سويتونيوس وعن احتلالها في القرن الأول ميلادي خلال حكم الأمبراطور كلاوديوس من قبل القائد فيسباسيان. بعد الرومان حكمت الجزيرة من قبل «الجوتس» الذين قدموا من أقصى شمال أوروبا، مما يعرف اليوم بالدانمارك، ثم من الأنكلوساكسون في القرن السادس والسابع للميلاد، ثم من ملك «ويسكس». بعدها حكمت من الفايكنغ إلى أن طردهم الملك ألفرد في أواخر القرن التاسع ميلادي، ثم حكمت من النورمان. ولم تصبح الجزيرة خاضعة كليا للتاج البريطاني إلا إلى القرن الثالث عشر عندما اشتراها الملك إدوارد الأول من الكونتيسة إيزابيلا دو فورتبوس آخر حكام النورمان على الجزيرة. وأصبح حاكم الجزيرة منذ ذاك الحين يعين بقرار ملكي. وكانت الجزيرة تعتبر جزءاً من مقاطعة هامبشير البريطانية إلى سنة 1890 حين أصبحت مقاطعة مستقلة. وكان اللورد ماونتباتن، آخر حاكم بريطاني للهند، والذي اغتيل سنة 1979، هو آخر حاكم لجزيرة وايت. يمثل مقاطعة جزيرة وايت اليوم نائب واحد في البرلمان البريطاني منتخب من السكان، وتدير شؤونها بلدية جزيرة وايت التي ينتخب أعضاؤها ديمقراطيا.

## تاريخ
آثار الجزيرة تشهد على تاريخها، خاصة قلعة «كاريبروك» Carisbrooke Castle الواقعة وسط الجزيرة قرب نيوبورت. الموقع يدل على آثار رومانية وأنكلوساكسونية. وقد بنى سور حول الموقع لحماية القلعة من هجمات الفايكنغ. بعد الغزو النورماني في بداية القرن الحادي عشر للميلاد شيدت القلعة كما نعرفها اليوم وقاومت هجمات البحرية الفرنسية في القرن الرابع عشر. وفي عهد الملك هنري الثامن الذي أسس البحرية الملكية تم في أوائل القرن السادس عشر تعزيز دفاعات القلاع للحماية من هجمات أسطول الأرمادا الأسباني. شملت هذه التعزيزات قلعة «يارموث» غرب الجزيرة وقلعة «نوريس» شرق مدينة «كاوز». أما قلعة «كاريبروك» فعززت لاحقاً أواخر القرن. وفي القرن السابع عشر خلال الحرب الأهلية في بريطانيا، سُجن فيها الملك شارلز الأول قبل محاكمته. ثم أصبحت القلعة لاحقاً مقراً لإقامة الأميرة بياتريس ابنة الملكة فيكتوريا حتى بداية القرن العشرين. تدير شؤون القلعة اليوم هيئة التراث الإنكليزي "English Heritage" التي تدير عددا كبيرا من القصور والقلاع ومراكز الآثار في إنكلترا.
أما في أقصى غرب الجزيرة على الهضبة التي تطل على خليج الوم باي تربض بطارية مدفعية أُنشئت سنة 1861 للحماية من الغزوات. وقد أنشأ المخترع الإيطالي ماركوني سنة 1897 في هذا المركز أول محطة للاتصال اللاسلكي وذلك في عهد الملكة فيكتوريا. وفي سنة 1960 كان هذا الموقع مركز أبحاث لتصميم الصواريخ، وقد أغلق هذا المركز فيما بعد ليصبح الموقع اليوم مركزا سياحيا. والموقع يطل على رائعة جيولوجية ومنظر خلاب يدعى «نيدلز» Needles هو عبارة عن ثلاث صخور مرتفعة في الماء بشكل صف الواحدة تلو الأخرى بنيت منارة عند آخرها. أما مركز الرادار قرب مدينة «فنتنور» جنوب شرق الجزيرة فهو على ارتفاع 241 متر وهي أعلى نقطة في الجزيرة، فما زالت قائمة بعض آثاره التي شهدت قصف المقاتلات الألمانية في الحرب العالمية الثانية.

## بناء وتصميم
من روائع البناء على الجزيرة قصر «أوزبورن» Osborne Castle الذي صممه الأمير ألبرت زوج الملكة فيكتوريا بنفسه على طراز قصور عصر النهضة الإيطالية ليكون المقر الصيفي لإقامته والملكة. وقد بنى القصر «توماس كوبيت» أمهر بنائي بريطانيا في ذلك الوقت. وكوبيت هو الذي صمّم وبنى الواجهة الرئيسية لقصر باكنجهام. وما زال قصر أوزبورن قبلة للناظرين وقد فتح للزائرين والسياح. بالإضافة إلى الملكة فيكتوريا التي سكنت في وتوفيت في قصر أوزبورن على الجزيرة، فقد سكن في الجزيرة وزارها شخصيات مشهورة مثل الكاتب العالمي «شارلز ديكنز» وشاعر المملكة اللورد «ألفرد تينيسون» والشاعر «جون كيتس» والكاتب «لويس كارول» والعالم «شارلز داروين». تزخر الجزيرة بعدد كبير من الفنادق والبيوت المفروشة وهي بمعظمها مستقلة الإدارة أي غير مرتبطة بسلاسل الفنادق العالمية. وللباحثين عن التميز الإقامة في منزل مستقل تابع لقصر أوزبورن الفخم والتمتع بالحدائق المحيطة بالقصر هو لتجربة فريدة حقا. أما المطاعم والمقاهي فهي منتشرة في كل أنحاء الجزيرة وتشرف بمعظمها على مناظر خلابة. وتنتشر فيها البيوت الرائعة المسقوفة بالقش.

## نشاطات
من أهم النشاطات السنوية على الجزيرة سباق «كاوز» للقوارب. وهو من أقدم وأشهر السباقات العالمية الذي شهد أول سباق في أغسطس سنة 1826 في عهد الملك جورج الرابع الذي كان من المهتمين والمشجعين لهذه الرياضة. على مدى أسبوع ينظم حوالي 40 سباق يوميا ويشارك فيه أكثر من 1000 يخت وزورق وقارب شراعي.
أما مهرجان جزيرة وايت للموسيقى فهو من المهرجانات السنوية التي تستهوي الجيل الجديد ويستقطب أشهر الفرق الموسيقية والآلاف من الزوار سنويا. وهو من 22 إلى 24 يونيو هذه السنة. والطريف أن هنالك مهرجانا للثوم في مزرعة متخصصة في زراعة الثوم على مختلف أصنافه ويقدم مطعمها كافة الأطباق التي تحتوي على الثوم بما فيها المثلجات. وقد أثبت المهرجان أنه حدث بارز يستقطب حوالي 25 ألف زائر سنويا. والمهرجان لهذه السنة مقرر في 18-19 أغسطس.

## مواصلات
يمكن الوصول إلى الجزيرة بحرا بواسطة اليخوت أو الزوارق الخاصة إلى ميناء «كاوز» أو الانطلاق من ميناء ساوثهامبتون أو بليموث على باخرة عبارة تقل السيارات وركابها أو على متن هوفركرافت للأفراد. لا يوجد برنامج طيران تجاري مجدول إلى الجزيرة حاليا ولكن يمكن السفر جوا بواسطة طائرات صغيرة خاصة إلى مطار ساندون. والرحلة الجوية أو البحرية بحد ذاتها متعة وتجربة جميلة تشاهد فيها الطيور البحرية وتغني البصر بزرقة السماء والماء ومناظر الشطآن المجاورة.

## سياحة
السياحة إلى جزيرة وايت موسمية. فالجزيرة صاخبة نابضة بالحياة في الصيف، وهادئة رومنطيقية في الشتاء إذ يقفل عدد من المرافق السياحية أبوابه. ولكنها في كل الفصول غنية بالمناظر الطبيعية وبالهواء النقي المنعش. فإذا كنت من محبي رياضة المشي في الهواء الطلق أو رياضة ركوب الدراجات الهوائية فهناك المكان المثالي في كل أنحاء الجزيرة في كل الفصول. والجزيرة جوهرة سياحية قيمة وكأنها سر جميل جدير بأن يباح، ومن غير المستغرب أنها المكان المفضل لعدد كبير من البريطانيين لقضاء عطلاتهم الصيفية. (ت ع م)
من المرافق السياحية حديقة الحيوان وفيها مجموعة كبيرة من النمور، والقطار البخاري من العصر الفيكتوري والإدواردي والذي أُعيد وضعه في الخدمة كنشاط سياحي، مصانع الزجاج اليدوي والحلي من اللؤلؤ، ومنتزهات «شانكلين شين» بمدرجاتها الخضراء وشلالاتها المنعشة، وعالم الفراشات الذي يحتوي على مجموعة كبيرة من الأصناف الفريدة والنادرة، ومتحف الديناصور الذي يحتوي بالإضافة إلى الآثار التي وجدت في الجزيرة على مجسمات متحركة وديكورات تجعل التجربة تفاعلية وواقعية وتثقيفية. والجزيرة موطن السنجاب الأحمر المحمي والذي أصبح شبه منقرض في بريطانيا إذ احتل مكانه السنجاب الرمادي الأمريكي.

## معرض صور

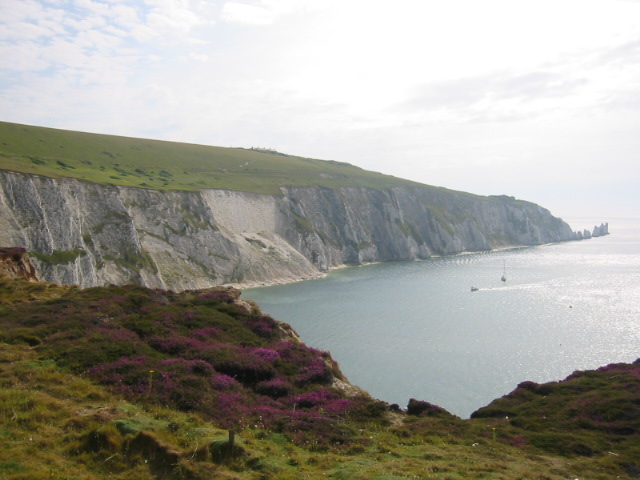
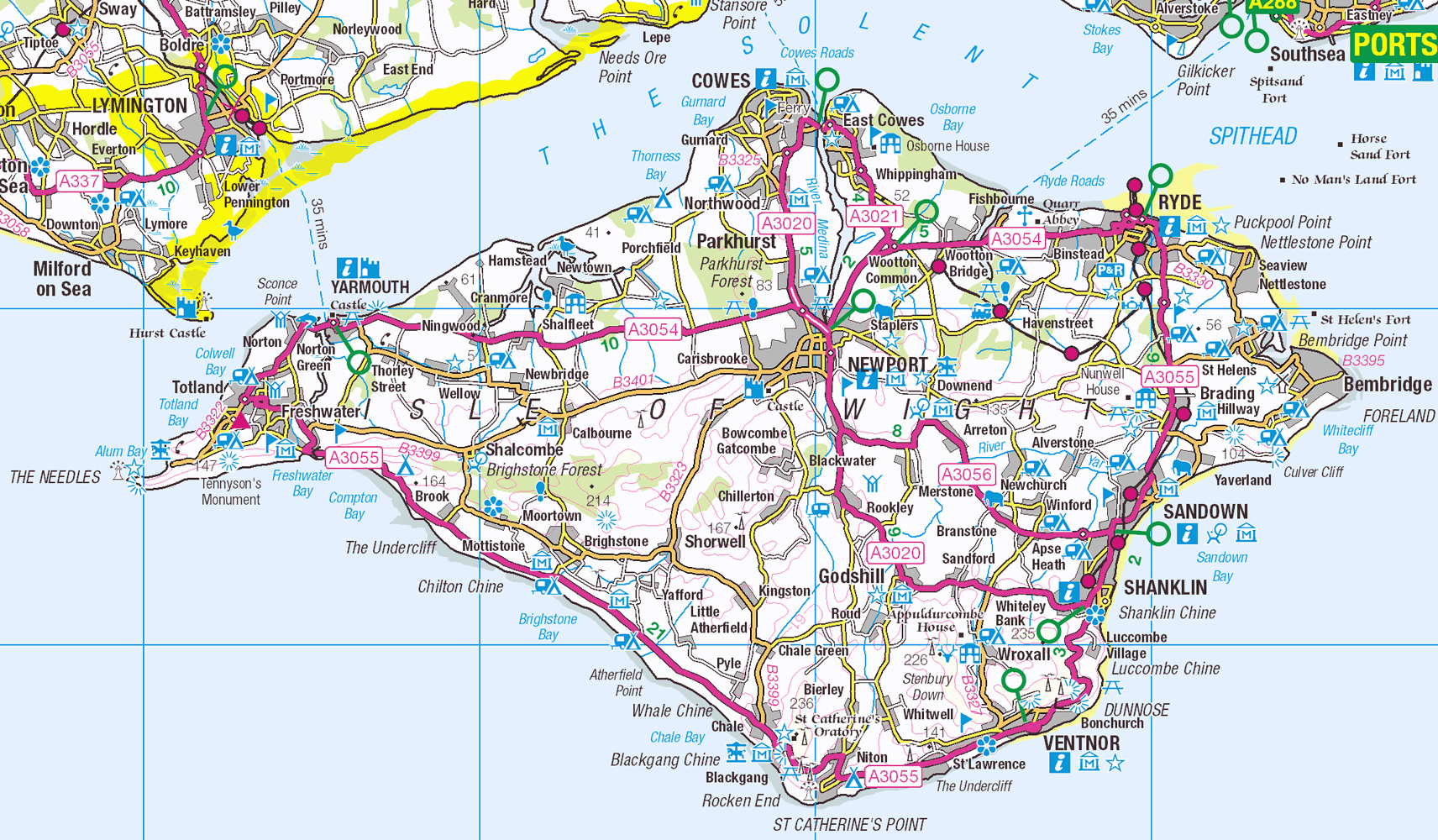
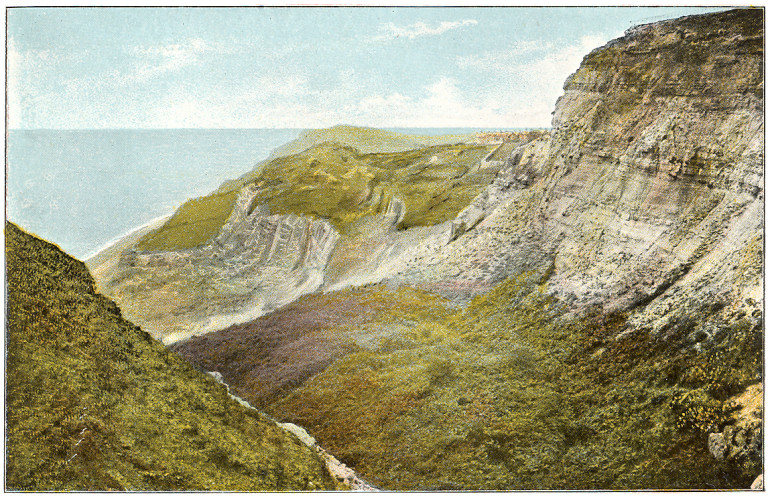